# Primogolisni kravljak
Primogolisni kravljak (lat. Carlina acanthifolia), trajnica, jedna od dvadesetak vrsta glavočika iz roda kravljak. Raste po Italiji, Francuskoj i Hrvatskoj. Postoji nekoliko podvrsta.

## Podvrste
- Carlina acanthifolia acanthifolia
- Carlina acanthifolia cynara (Pourr. ex Duby) Rouy
- Carlina acanthifolia lecoqii (Arènes) B.Bock
- Carlina acanthifolia utzka (Hacq.) H. Meusel & A. Kästner

- C. acanthifolia
- C. acanthifolia
- C. acanthifolia
- C. acanthifolia